# 42365 Caligiuri
42365 Caligiuri è un asteroide della fascia principale. Scoperto nel 2002, presenta un'orbita caratterizzata da un semiasse maggiore pari a 2,6673027 UA e da un'eccentricità di 0,0980334, inclinata di 18,84091° rispetto all'eclittica.